# NGC 2412
NGC 2412 est constitué de deux étoiles rapprochées située dans la constellation du Petit Chien. 
L'astronome germano-britannique J. Gerhard Lohse a enregistré la position de ces deux étoiles en 1886. Dans les télescopes du 19e siècle, deux étoiles aussi rapprochées pouvaient facilement apparaitre comme un nébuleuse.